# Zangzaad voor kampeerders
Zangzaad voor kampeerders is een liedboek dat bestaat uit twee delen die uitkwamen in respectievelijk 1928 en 1930 bij N.V. Hollandia Drukkerij in Baarn. Deel I van de bundel werd samengesteld door Boy Wolsey (1907 - 1994) en Jan Waldorp (Amsterdam, 5 november 1909 - De Bilt, 13 augustus 1984) terwijl deel II enkel door de laatstgenoemde werd samengesteld. De illustraties zijn van Wim van Vliet.

## De liederen
De boekjes genoten grote populariteit gezien de vele herdrukken van de bundels die doorliepen tot en met 1948. De liedjes waren bedoeld om het wat eenzijdige repertoire zangliedjes voor tijdens het kamperen aan te vullen met wat meer gevarieerd materiaal. De liedjes van Deel I zijn gegroepeerd in de thema's trekliederen, liefdesliedjes, dierenliedjes en marsliederen en worden gezongen onder andere in het Nederlands, Engels, Frans en Duits. Ook is er in Deel I een categorie Mixed Pickles met liedjes die in geen van de andere categorieën vallen. Bij het verschijnen van deel I van de bundels, omschreef het Nieuwsblad van het Noorden het als volgt: 't Is Hollandsch, Fransch, Duitsch, Engelsch, van alles wat, van die versjes zonder inhoud, met sentimenteele melodietjes, aardige en minderwaardige en alles wat daar tussen kan liggen[…].

## Deel II
Het verschil tussen delen I en II van de bundels, is dat er bij Deel II naast nieuwe eenstemmige liedjes ook canons zijn toegevoegd om wat meer variatie in het zingen mogelijk te maken.